# Adriano Fabiano Rossato
Adriano Fabiano Rossato, mais conhecido como Rossato (Vila Velha, 27 de agosto de 1977), é ex-futebolista e atualmente treinador brasileiro com nacionalidade italiana que atuava como lateral-esquerdo e mais tarde como meio-campo. Atualmente é treinador e gerente de futebol da Desportiva Ferroviária.

## Carreira
Durante sua carreira, o brasileiro Rossato, um especialista em cobrança de falta, jogou no Criciúma Esporte Clube, Associação Atlética Portuguesa, União Agrícola Barbarense Futebol Clube e Marília Atlético Clube.
Chegou a Portugal e a Liga Portuguesa pela mão do Nacional da Madeira.
Comprado pelo F.C. Porto em Julho de 2004, Rossato nunca jogou um jogo oficial no clube Azul e Branco.
Chegou a La Liga e ao Real Sociedad na época 2005-06 , realizando 19 jogos pelo conjunto espanhol.
Rossato foi emprestado de volta para Portugal, juntando-se Sporting Clube de Braga, em uma ligação de 2 anos. Tendo retornado à  Real Sociedad, para a temporada seguinte ele voltou novamente para Portugal, e novamente por empréstimo, juntando-se ao União Desportiva de Leiria em Janeiro de 2007.
Rossato se juntou ao clube da segunda divisão espanhola, Málaga CF, sendo fundamental para fazer com que o clube subisse para a primeira divisão!
No entanto ele iria perder a grande maioria da época seguinte, devido a lesão.
Por causa de suas lesões o Málaga anunciou em Julho de 2009, que não iria renovar o contrato com Rossato, de modo que o jogador foi liberado.
No final do mês seguinte, ele assinou com um clube do outro lado de Espanha, o UD Salamanca.
E em 2011, foi contratado pelo Comercial onde foi sua última equipe profissional. No ano de 2014 chegou a treinar no seu clube formador a Desportiva Ferroviária mas decidiu encerrar sua carreira profissional.

## Títulos

### Como jogador
Marília
- Campeonato Paulista - Série A2: 2002

C.D Nacional
- Jogador do Mês da Primeira Liga: Abril de 2004

### Como treinador
Desportiva Ferroviária
- Campeonato Capixaba: 2016